# Royal Montserrat Police Force
El Royal Montserrat Police Force es un equipo de fútbol de Montserrat que juega en el Campeonato de fútbol de Montserrat, el torneo de fútbol más importante de la isla.

## Historia
Fue fundado el 13 de julio de 1975 en la ciudad de Lookout y es el equipo que representa al cuerpo de Policía de Montserrat en el Caribe, obteniendo el título Real en el año 1966 y 1 año después se volvieron autónomos. 
Es el equipo con más títulos de liga en Montserrat con 5 en el año 2017 clasificó a su primer torneo internacional, al Campeonato de Clubes de la CFU, donde fue eliminado en la primera ronda.

## Palmarés
- Campeonato de fútbol de Montserrat: 5

1996, 2000. 2001, 2003, 2016

## Participación en competiciones internacionales
| Temporada | Torneo                         | Ronda | Club            | Resultado |
| --------- | ------------------------------ | ----- | --------------- | --------- |
| 2017      | Campeonato de Clubes de la CFU | 1     | Cibao FC        | 0-16      |
| 2017      | Campeonato de Clubes de la CFU | 1     | Don Bosco FC    | 0-11      |
| 2017      | Campeonato de Clubes de la CFU | 1     | USR Sainte-Rose | 0-16      |